# René Weber
René Weber (* 20. Mai 1933 in Zürich; † August 1982 in Zürich) war ein Schweizer Sprinter, der sich auf den 400-Meter-Lauf spezialisiert hatte.
Bei den Leichtathletik-Europameisterschaften 1954 in Bern schied er über 400 Meter und in der 4-mal-400-Meter-Staffel im Vorlauf aus.
1958 erreichte er bei den Europameisterschaften in Stockholm über 400 m den Halbfinal. In der 4-mal-100-Meter-Staffel und der 4-mal-400-Meter-Staffel kam er nicht über die erste Runde hinaus.
Bei den Olympischen Spielen 1960 in Rom wurde er Sechster in der 4-mal-400-Meter-Staffel und scheiterte über 400 m im Vorlauf.
Am 2. Juni 1957 stellte er in Zürich mit 47,0 s einen nationalen Rekord auf, der vier Jahre Bestand hatte.